# 梅朗图瓦地区佩罗讷
梅朗图瓦地区佩罗讷（法語：Péronne-en-Mélantois，法語發音：[peʁɔn ɑ̃ melɑ̃twa]），或纯音译作佩罗讷昂梅朗图瓦，是法国上法蘭西大區北部省的一个市镇，属于里尔区和里尔欧洲都会区。

## 地理
梅朗图瓦地区佩罗讷（50°34'4"N, 3°10'7"E）面积1.14 平方千米，位于法国上法蘭西大區北部省，该省份为法国最北部的省份及最长的省份，西北濒北海，西接加来海峡省，南至埃纳省和索姆省，东与比利时接壤。
与梅朗图瓦地区佩罗讷接壤的市镇（或旧市镇、城区）包括：佩韦勒地区唐普勒沃、锡苏万、弗勒坦、卢维勒、梅朗图瓦地区桑甘。
梅朗图瓦地区佩罗讷的时区为UTC+01:00、UTC+02:00（夏令时）。

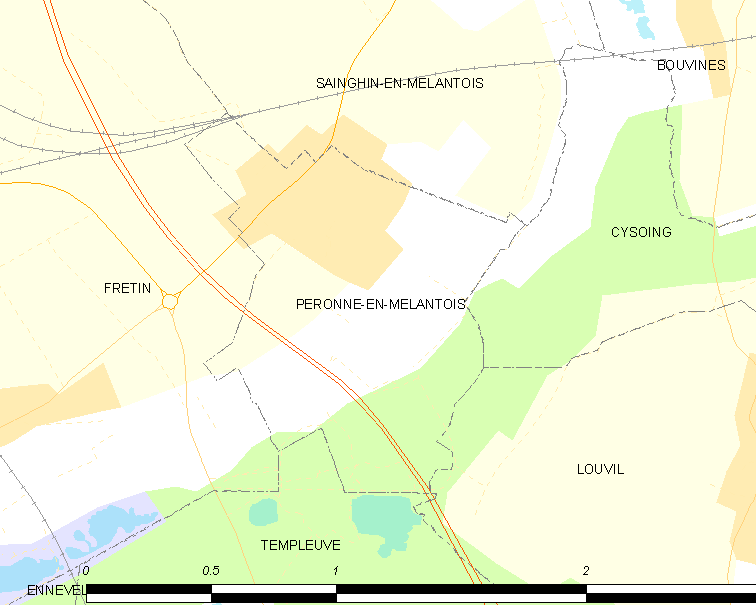
梅朗图瓦地区佩罗讷的OSM定位图

## 行政
梅朗图瓦地区佩罗讷的邮政编码为59273，INSEE市镇编码为59458。

## 政治
梅朗图瓦地区佩罗讷所属的省级选区为佩韦勒地区唐普勒沃县。

## 人口

1962-2008年间梅朗图瓦地区佩罗讷人口变化图示

梅朗图瓦地区佩罗讷于2022年1月1日时的人口数量为1001人。